# ユーティリティバックス
ユーティリティバックスは、ラグビーユニオンの選手を分類する際に使用される呼称のひとつ。
ラグビーのバックスの複数ポジションを担うことができる選手を指すことが多い

## 主な選手
- ボーデン・バレット（ニュージーランド代表・トヨタヴェルブリッツ）
- 竹田祐将(花園近鉄ライナーズ)
- 重一生(三重ホンダヒート)
- クイントン・マヒナ(コベルコ神戸スティーラーズ)
- ベン・ドナルドソン(オーストラリア代表・ワラターズ)
- ジョシュ・ケメニー(オーストラリア代表・メルボルン・レベルズ)